# Tüzestorkú bajszika
A tüzestorkú bajszika (Psilopogon pyrolophus) a madarak (Aves) osztályának a harkályalakúak (Piciformes) rendjébe, ezen belül a Megalaimidae családjába tartozó faj.

## Rendszerezése
A fajt Salomon Müller német zoológus és ornitológus írta le 1836-ban.
Korábban a Psilopogon madárnem egyetlen fajának számított, azonban miután behelyezték a Megalaima nembe, melyet átneveztek Psilopogon-ra, a tüzestorkú bajszika ennek a típusfajává vált.

## Előfordulása
Indonézia, Malajzia és Thaiföld területén honos. Természetes élőhelyei a szubtrópusi és trópusi síkvidéki és hegyi esőerdők. Állandó, nem vonuló faj.

## Megjelenése
Testhossza 29 centiméter, testtömege 107-149 gramm. Csőre felett egy vörös tollbóbitát visel.
|  |

## Életmódja
Gyümölcsökkel táplálkozik.

## Természetvédelmi helyzete
Az elterjedési területe nagyon nagy, egyedszáma ugyan csökken, de még nem éri el kritikus szintet. A Természetvédelmi Világszövetség Vörös listáján nem fenyegetett fajként szerepel.